# Julio Rosales
Julio Rosales y Ras (né le 18 septembre 1906 à Calbayog aux Philippines, et mort le 2 juin 1983 à Cebu) est un cardinal philippin de l'Église catholique du XXe siècle, créé par le pape Paul VI.

## Biographie
Rosales étudie  à Calbayog. Après son ordination il fait de travail pastoral dans le diocèse de Calbayog. Il est nommé le premier évêque de Tagbilaran en 1946. En 1949 Rosales est promu archevêque de Cebu. Il assiste  au concile Vatican II (1962-1965). Rosales est président de la Conférence des évêques catholiques des Philippines.
Le pape Paul VI le crée cardinal lors du consistoire du 28 avril 1969. Il participe aux deux conclaves d’août et d’octobre 1978 (élections de Jean-Paul Ier et Jean-Paul II).